# Elke Winkens
Elke Winkens (Linnich, 25 marzo 1970) è un'attrice e ballerina tedesca di cinema, teatro e televisione. 
In Italia è famosa per aver preso parte alla serie televisiva Il commissario Rex.

## Biografia
È nata nel 1970 da una ballerina olandese e un ingegnere tedesco; il padre era responsabile di costruzione di telai per favorire la tessitura nei paesi in via di sviluppo. 
Ha passato l'infanzia nei Paesi Bassi, in Belgio, in Germania e in Africa. Già all'età di sei anni ha iniziato con l'apprendimento del balletto, iniziando a raggiungere i primi successi all'età di otto anni.
Una borsa di studio le permette la partecipazione tra i migliori teatri tedeschi. A 18 anni si reca a Londra, in seguito a Vienna e, diplomandosi nel 1994, si dedica al cabaret e alla danza al Theater an der Wien.
Grazie a questa esperienza inizia la televisione e ottiene i primi ruoli nei programmi Zell-O-Fun e One. Il suo inizio al cinema è avvenuto nel 1997 nella pellicola Helder in Tirol.
In Austria diventa famosa ed apprezzata, in patria lo diventa dopo il 2002, quando appare nella serie televisiva Il commissario Rex nel ruolo dell'Ispettore Niki Herzog.
Nel 2008 partecipa allo show Dancing Star (una sorta di Ballando con le stelle austriaco), dove il suo maestro è Andy Kainz.

## Filmografia

### Cinema
- Pornorama, regia di Marc Rothemund (2007)
- Arschkalt, regia di André Erkau (2011)

### Televisione
- Die kranken Schwestern – serie TV, 4 episodi (1995-1998)
- Die Bräute, regia di Johannes Fabrick – film TV (1998)
- Wer liebt, dem wachsen Flügel..., regia di Gabriel Barylli – film TV (1999)
- Scheidung auf Rädern, regia di Christine Kabisch – film TV (2000)
- Die Frau, die einen Mörder liebte, regia di Olaf Kreinsen – film TV (2000)
- Il tocco della vedova nera (Kill me softly - Frauenmord in Frankfurt), regia di Peter Patzak – film TV (2000)
- Nichts wie weg, regia di Peter Patzak – film TV (2001)
- Die Biester – serie TV, 12 episodi (2001)
- Dolce Vita & Co – serie TV, 16 episodi (2001-2002)
- Il commissario Rex (Kommissar Rex) – serie TV, 31 episodi (2001-2004)
- Dream Hotel (Das Traumhotel) – serie TV, episodio 1x02 (2004)
- Crazy Race 2 - Warum die Mauer wirklich fiel, regia di Christoph Schrewe – film TV (2004)
- Die unlösbaren Fälle des Herrn Sand, regia di Matthias Steurer – film TV (2005)
- Die Pathologin - Im Namen der Toten, regia di Jörg Lühdorff – film TV (2005)
- Afrika, mon amour – miniserie TV (2007)
- SOKO Köln – serie TV, episodi 4x08-13x06 (2007, 2016)
- Hamburg Distretto 21 – serie TV, episodio 4x12 (2009)
- Der Bergdoktor – serie TV, 2 episodi (2012)
- Der Lehrer – serie TV, episodio 2x02 (2013)
- SOKO Stuttgart – serie TV, episodio 8x05  (2016)
- Tempesta d'amore (Sturm der Liebe) – soap opera, 250 puntate (2017-2019)